# Bahnhof Wien Meidling

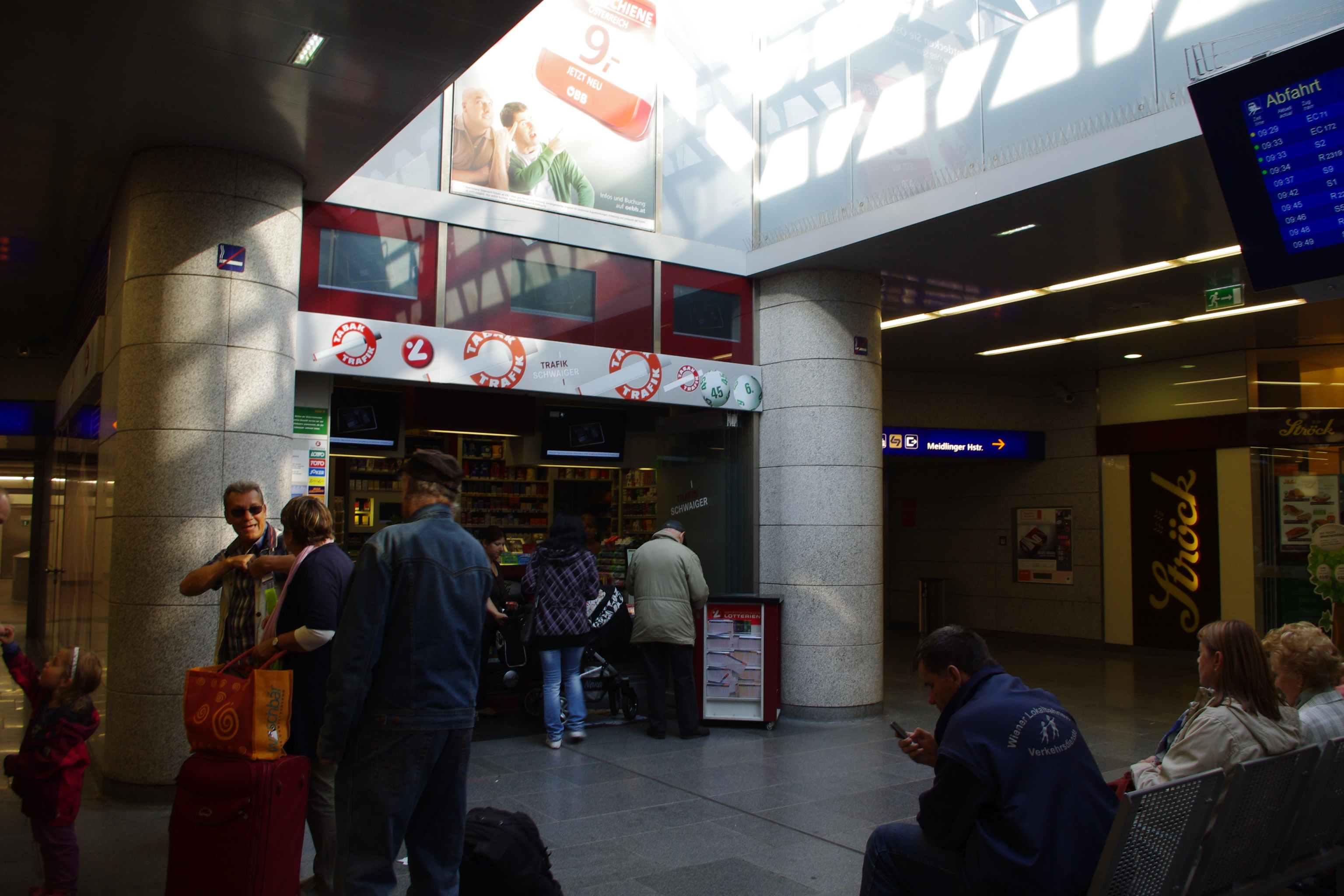
Bahnhofshalle mit Trafik

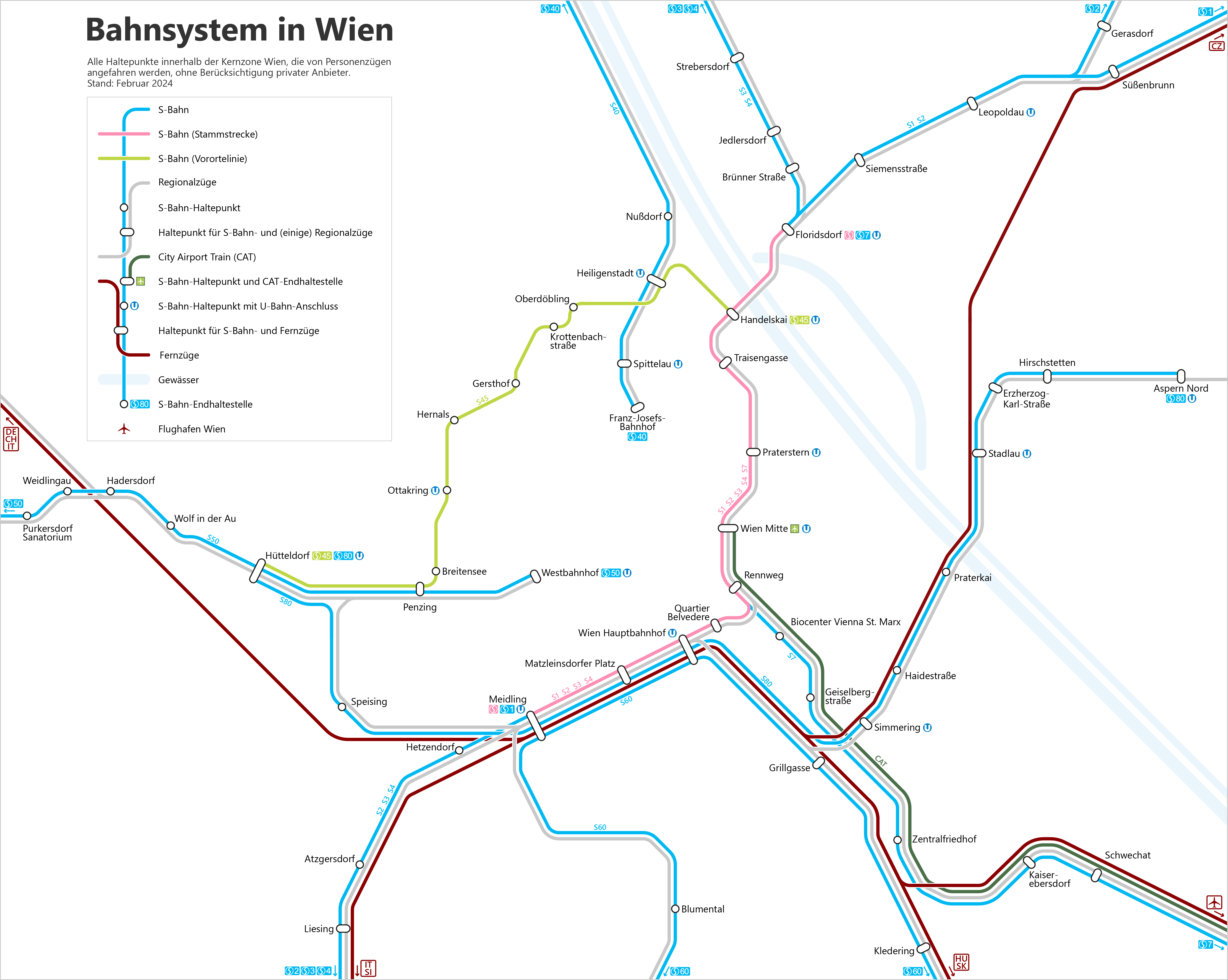
Der Bahnhof Meidling ist neben dem Hauptbahnhof der einzige Bahnhof Wiens, der regulär von ÖBB-Fernverkehrszügen angefahren wird.

Der Bahnhof Wien Meidling ist nach dem Wiener Hauptbahnhof der zweitwichtigste Bahnhof in Wien.

## Lage und Ausstattung
Der Bahnhof Meidling befindet sich ca. 3 Kilometer westlich des Hauptbahnhofes. Westlich des Bahnhofes Meidling verzweigen sich die Fernverkehrsstrecken Richtung Westen und Süden, die mittlerweile auch von Fernzügen genutzte Pottendorfer Linie zweigt direkt im Bahnhofsbereich ab. 
Zwischen dem Bahnhof Meidling und dem Hauptbahnhof verkehren alle Fernzüge der ÖBB. Östlich des Hauptbahnhofes verzweigen sich die Fernverkehrsstrecken Richtung Norden und Osten. So kann in alle Fernverkehrszüge (ausgenommen jene, die von Osten kommend am Hauptbahnhof enden) auch im Bahnhof Meidling zugestiegen werden. Zusätzlich wurde Meidling von Dezember 2017 bis Dezember 2019 von der WESTblue-Linie nach Salzburg angefahren.
Die dem Bahnhof benachbarte Station Bahnhof Meidling der U-Bahn-Linie U6 hieß bis 4. Oktober 2013 Philadelphiabrücke. Die Badner Bahn, die Straßenbahnlinie 62 und städtische Buslinien bedienen die Haltestellen Dörfelstraße; Bahnhof Meidling, Eichenstraße (östlich); Bahnhof Meidling (westlich) und Bahnhof Meidling, Schedifkaplatz (südlich), die über das Passagensystem des Bahnhofs zu erreichen sind.

### Bahnhofshalle
In der Bahnhofshalle sind eine Trafik, die Vorverkaufs- und Informationsstelle der Wiener Linien, der Fahrkartenschalter der ÖBB und eine Zweigstelle der Verkehrskreditbank untergebracht.

### Bahnsteige
Der Bahnhof Wien Meidling verfügt über acht Bahnsteige. Die vier nördlichen Bahnsteige werden von den Zügen der S-Bahn-Stammstrecke (S1, S2, S3, S4) und der S80 benutzt (Bahnsteige 1 und 2 Richtung Wiener Neustadt, Bahnsteige 3 und 4 Richtung Floridsdorf). An den Bahnsteigen 5 und 6 halten die Fernverkehrszüge von West- und Südbahn. Züge der Südbahn fahren bei Platzmangel auch von Gleis 2 oder 4 ab. Die Züge der S60 (Verbindung von Pottendorfer Linie und Ostbahn über Wien Hauptbahnhof) und die Fernzüge von Nord- und Ostbahn Richtung Westen halten an den südlichen Bahnsteigen 7 und 8. 
Die U-Bahn-Linie U6 verfügt in der Station Bahnhof Meidling (früher: Philadelphiabrücke) über einen eigenen unterirdischen Mittelbahnsteig. 
Alle Bahnsteige sind barrierefrei zu erreichen.

### Lage
Auf Straßenniveau verbindet die in Nord-Süd-Richtung verlaufende Philadelphiabrücke mit Straßenbahnbetrieb die Meidlinger Hauptstraße und den Straßenzug Edelsinnstraße / Eichenstraße mit der Breitenfurter Straße und dem an ihrem Beginn gelegenen Schedifkaplatz. Unter der Brücke verlaufen im Einschnitt die Bahngleise. Parallel zur Brücke befinden sich einen Häuserblock weiter östlich und eine Etage unter der Bahn die Zugänge vom Straßenniveau zu dem die Bahnsteige verbindenden Passagegeschoß mit Fahrkartenschaltern und Geschäften für Reisebedarf, unter diesem, parallel zum Passagegeschoß, die U-Bahn-Station.
Ein weiterer Fußgängerdurchgang unter den Bahngleisen verbindet etwa 300 m östlich des Passagegeschoßes am einstigen Standort des historischen Meidlinger Bahnhofs bei der Dörfelstraße das Aufnahmsgebäude des Bahnhofs in der Eichenstraße mit den ÖBB-Bahnsteigen und der beim Meidlinger Friedhof verlaufenden Kerschensteinergasse. Zwischen Passage und Durchgang befinden sich entlang der Eichenstraße Autobushaltestellen.

## Geschichte

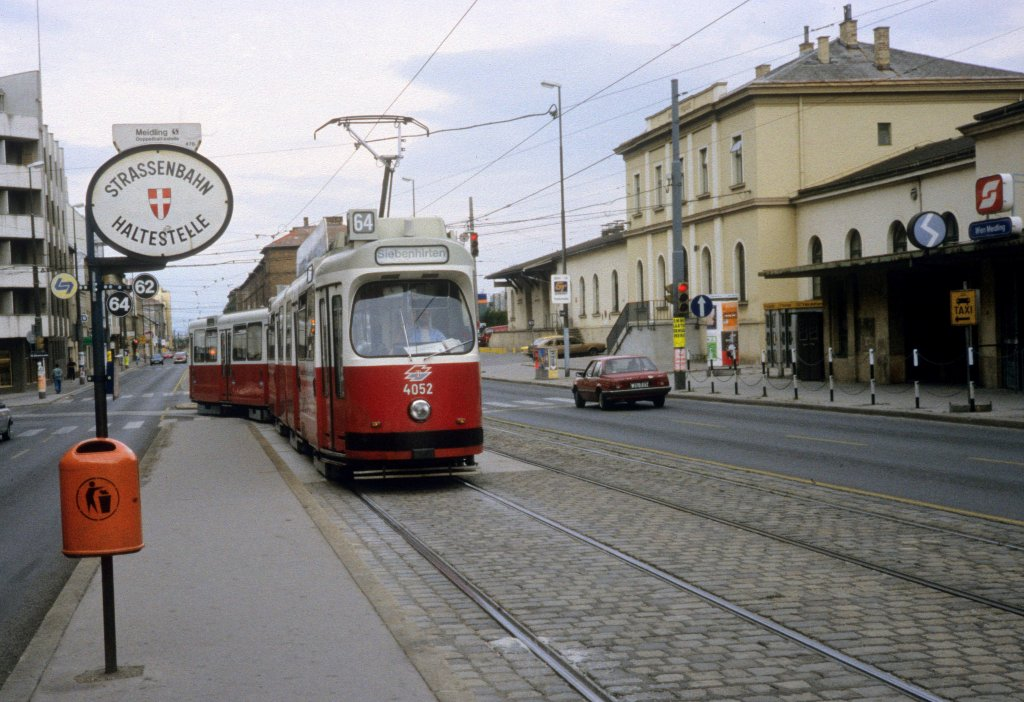
Das ehemalige Bahnhofsgebäude bei der Einmündung der Dörfelstraße (1992)

Das alte, zwischen 2002 und 2005 abgerissene Stationsgebäude war das letzte in Wien, das noch aus der Zeit der 1841 eröffneten Wien–Gloggnitzer Bahn erhalten war. Das Verwaltungsgebäude war zweigeschoßig und besaß noch die ursprüngliche Lisenengliederung und Attika am ehemaligen Stationsgebäude, unterbrochen durch eingeschoßige Verbindungsgebäude. Aus dem Jahre 1905 stammte eine Unterführung mit Fliesenverkleidung, ebenso die Stiegenaufgänge, Gitter und Bahnsteigflugdächer.
Im Bahnhofsgebäude befand sich eine kleine Privatkapelle, die von den Kreuzschwestern betreut wurde. Die Schwestern wohnten auch im Bahnhof und kümmerten sich um die Kinder der Bahnangestellten. 1904 übersiedelten sie in das neu errichtete Klostergebäude in der benachbarten Murlingengasse 71.
1841 war der Meidlinger Bahnhof als Durchfahrtsbahnhof ohne weitere Bahnanschlüsse nur eine Station 2. Klasse in der Rangordnung der Südbahngesellschaft. 1860 wurde Meidling durch die Errichtung der Verbindungsbahn nach Penzing, die Süd- und Westbahn verband, zu einem Kreuzungsbahnhof.
1872 wurde die Donauländebahn mit einer Verbindung von Maxing nach Meidling fertiggestellt. 1874 wurde die Pottendorfer Linie im Bahnhof Meidling in die Südbahnstrecke eingebunden. Von 1898 bis 1918 gehörte er ferner zum äußeren Netz der Wiener Stadtbahn.
1923 begann in der Republik Österreich die Verstaatlichung der Südbahngesellschaft. Der Bahnbetrieb wurde von den ÖBB übernommen. Die Fahrzielangabe Meidling Südbahnhof blieb bei der Wiener Straßenbahn bis in die 1960er Jahre erhalten.
Bei den Bürgerkriegsereignissen des Februars 1934 spielte der Meidlinger Bahnhof eine bedeutende Rolle. Am 12. Februar wurde der Polizist Josef Schiel, der einen bewaffneten Arbeiter anhalten wollte, von diesem erschossen. Aus einer anschließend stattfindenden Demonstration, die von der Polizei aufgelöst werden sollte, fielen Gewehrschüsse gegen die Exekutive, die den Rückzug antreten musste. Bewaffnete Angehörige des Republikanischen Schutzbundes besetzten zahlreiche Standorte Meidlings und errichteten entlang der Eichenstraße Verteidigungsposten vom Matzleinsdorfer Frachtenbahnhof bis zum Meidlinger Bahnhof, der auch besetzt wurde. Erst mit Verstärkung des Bundesheeres und mit dem Einsatz eines Panzerzuges gelang es der Polizei, den Bahnhof zurückzuerobern.

Die allmähliche Ausdehnung des Matzleinsdorfer Frachtenbahnhofs bis zum Bahnhof Meidling, die 1962 erfolgte Eröffnung der Stammstrecke der Wiener Schnellbahn und der 1989 fertiggestellte Bau der U-Bahn-Linie U6 bis zur damals Philadelphiabrücke genannten Station ließen den Bahnhof Wien Meidling schließlich zu einem der wichtigsten Wiens werden. Ab 13. Dezember 2009 musste der Bahnhof vorübergehend wesentliche Funktionen des gesperrten Südbahnhofes übernehmen, weil der neu gebaute Hauptbahnhof erst ab 2012 in Betrieb genommen werden konnte.

### Arbeiterwohnhäuser Eichenstraße

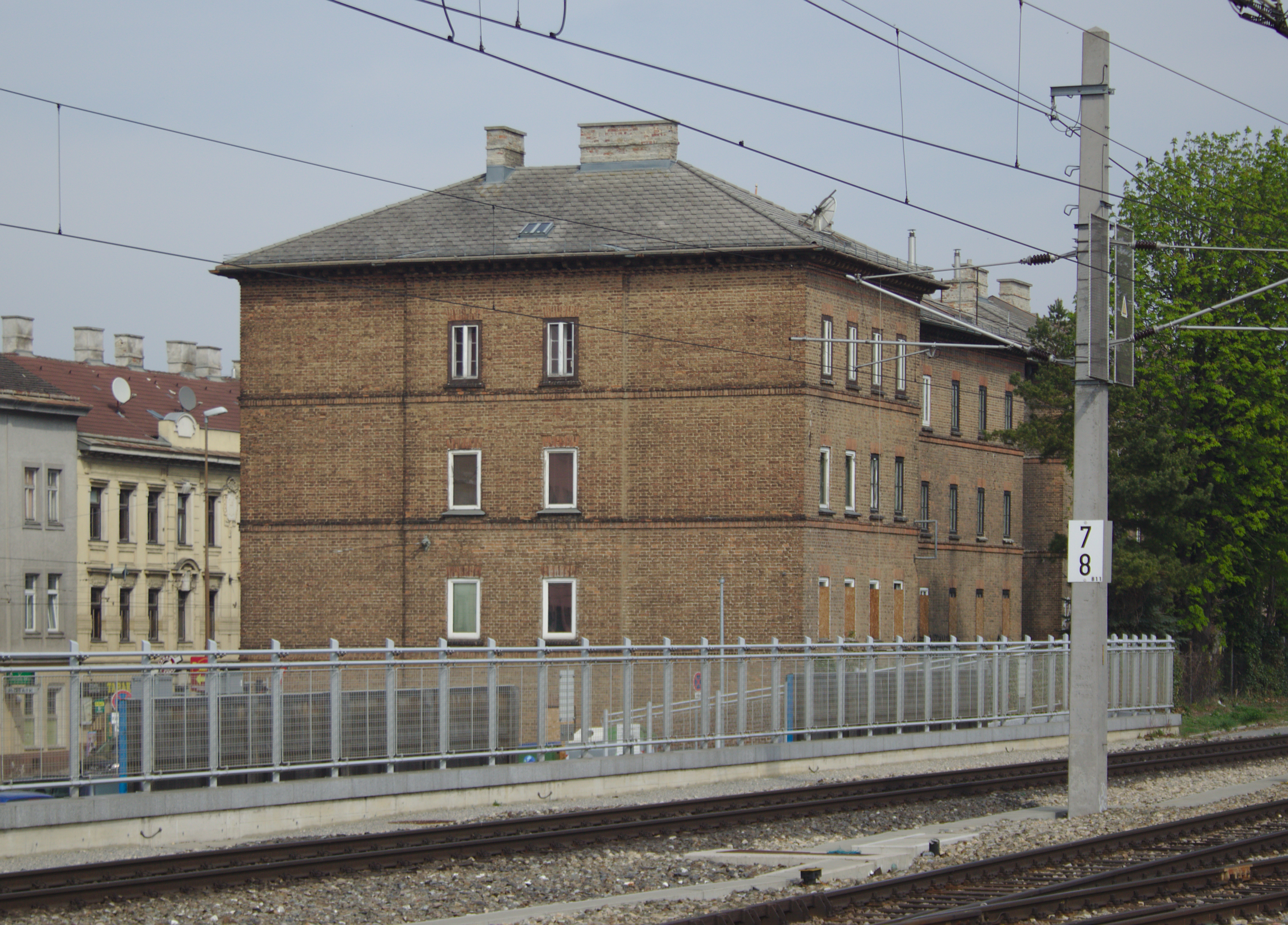

In Zusammenhang mit dem Meidlinger Bahnhof stehen die in der Eichenstraße 5–23 befindlichen Arbeiterwohnhäuser, Backsteinbauten, die um 1870 nach Plänen von Wilhelm von Flattich, der als Direktor für Hochbau der Südbahngesellschaft den Südbahnhof und andere Gebäude an der Strecke errichtet hatte, gebaut wurden. Es handelt sich dabei um ein Beispiel frühen sozialen Wohnbaus, der in zehn dreistöckigen Arbeiterhäusern Wohnungen für Bedienstete der Südbahngesellschaft bot. Hofseitig den Gleisen zu gelegen, wurden für die Kinder Gärten zum Spielen angelegt. Die Bauten wurden aus Kostengründen relativ schmucklos, lediglich durch Kordon- und Kranzgesimse gegliedert, ausgeführt und sind bis heute bewohnt.

## Umbau

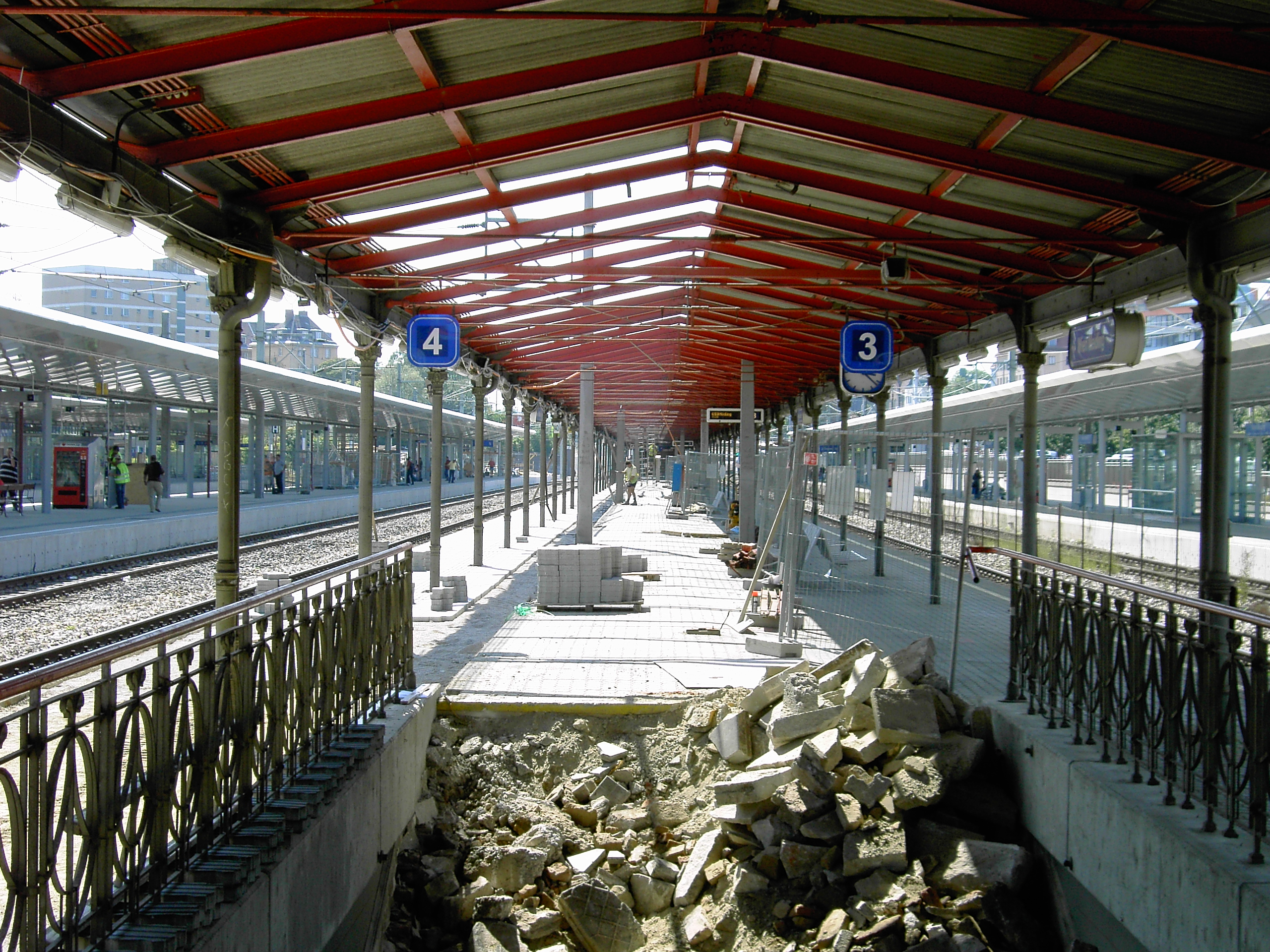
Beim Umbau verschwanden 2007 die historischen Perrondächer mit den gusseisernen Säulen

Die Fertigstellung des Umbaus des Bahnhofs Wien Meidling erfolgte durch eine feierliche Eröffnung am 30. November 2009. Die Bahnsteige wurden völlig neu errichtet, der barrierefreie Zugang wurde zu allen Bahnsteigen mittels neuer Aufzüge ermöglicht, beide Personentunnel wurden umgebaut und eine völlig neue unterirdische Bahnhofshalle wurde fertiggestellt. Außerdem wurde eine ÖBB Club Lounge errichtet, um Fernverkehrsreisenden den nötigen Komfort zu bieten.
Vom 13. Dezember 2009 an war – aufgrund des danach begonnenen Abrisses des Wiener Südbahnhofes – Wien Meidling bis 2014 Endstation für die meisten Züge der Südbahn und war dies bis 8. Dezember 2012 auch für die Züge der Pottendorfer Linie. Seit der Hauptbahnhof, der am 9. Dezember 2012 zum Teil in Betrieb genommen wurde, Ende 2014 / Anfang 2015 den Vollbetrieb aufnahm, ist der Bahnhof Wien Meidling wieder nur Durchgangsbahnhof. Davor wurde Mitte 2014 die Lage einiger Gleise am Ostkopf verändert, um eine sechsgleisige Durchbindung – zwei Gleise der S-Bahn-Stammstrecke, zwei der Südbahn und zwei der Pottendorfer Linie – von Meidling zum Hauptbahnhof zu haben.
Die Wartehalle des Bahnhofs wurde von der ÖBB-Infrastruktur ab 2019 umgestaltet und mit mehr Sitzgelegenheiten sowie einem geschlossenen Wartebereich ausgestattet. Außerdem wurden die Beleuchtung und die WC-Anlagen erneuert. Die Wiener Linien ergänzten den bestehenden Aufzug vom U6-Bahnsteig bzw. der Passage zum Schedifkaplatz durch zwei weitere Aufzüge. Ein Aufzug führt neben dem bestehenden Lift von der Passage zur Oberfläche, im Bereich Eichenstraße wurde ein Aufzug vom U6-Bahnsteig zur Passage errichtet. Der bestehende Lift wurde erneuert und verbindet nun ohne Zwischenhalt in der Passage den U6-Bahnsteig mit dem Schedifkaplatz. Die Bauarbeiten wurden bis Ende 2021 abgeschlossen.
Ein weiterer Umbau betraf 2024 hauptsächlich den Verbindungsgang unter den einzelnen Bahnsteigen (Passage West) und die Aufgänge von dort zu den Bahnsteigen. Eine neue Beleuchtung mit LED-Technik und neue Fahrscheinautomaten wurden eingebaut. An der Wand der Passage wurde im Projekt Der verlorene Garten des Künstlers Christian Kosmas Mayer ein ca. 300 m² großes Gemälde mit Themen aus dem nicht mehr vorhandenen Prónaygarten in Hetzendorf angebracht. Es gab dazu eine Zusammenarbeit mit der Stadt Wien und dem KÖR - Kunst im öffentlichen Raum. Dieser Garten galt als einer der schönsten Gärten der Biedermeier-Zeit und musste 1839 teilweise dem Bau der Südbahn weichen.

## Galerie

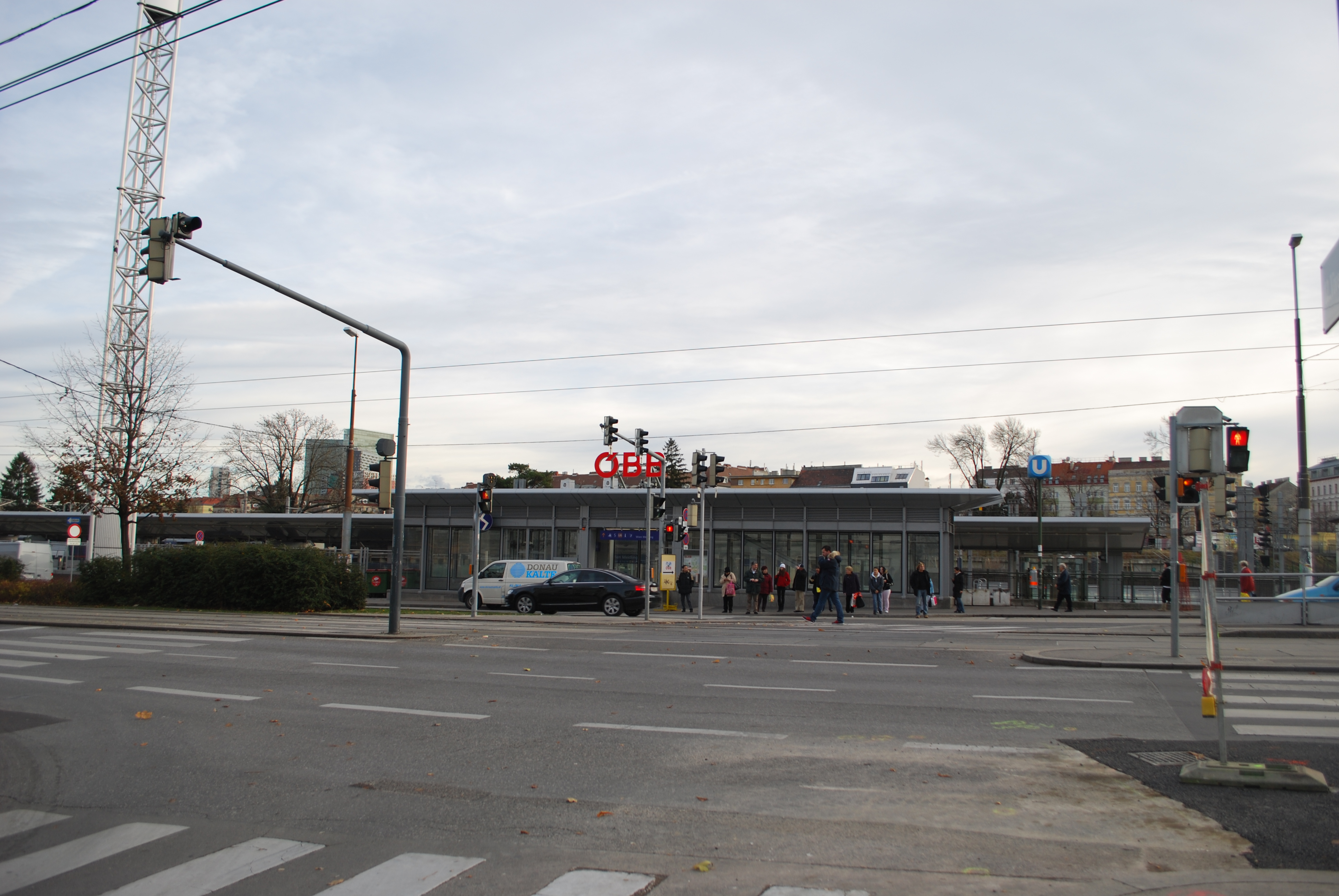
Bahnhof Wien Meidling-West
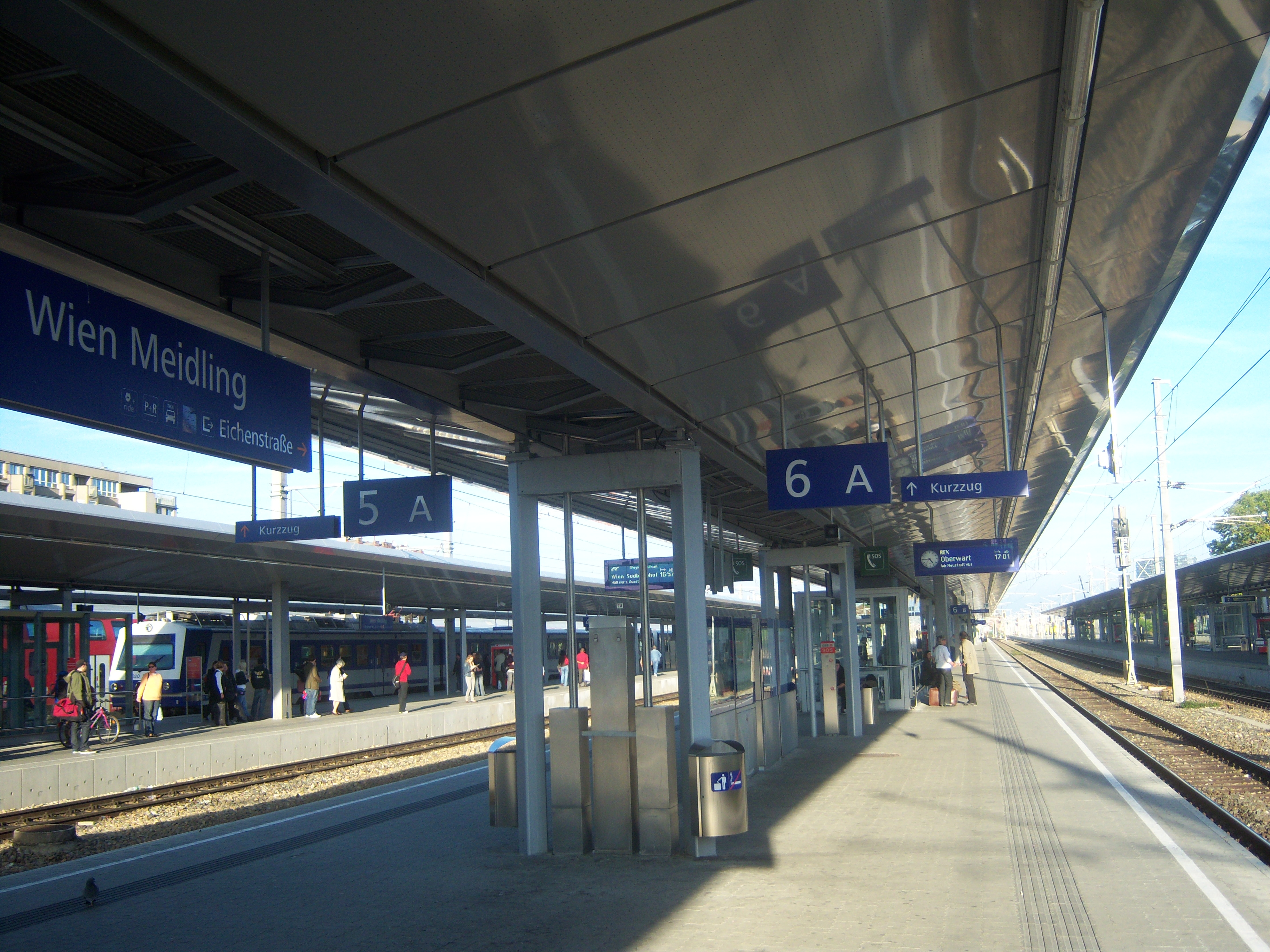
ÖBB-Bahnhof Wien Meidling
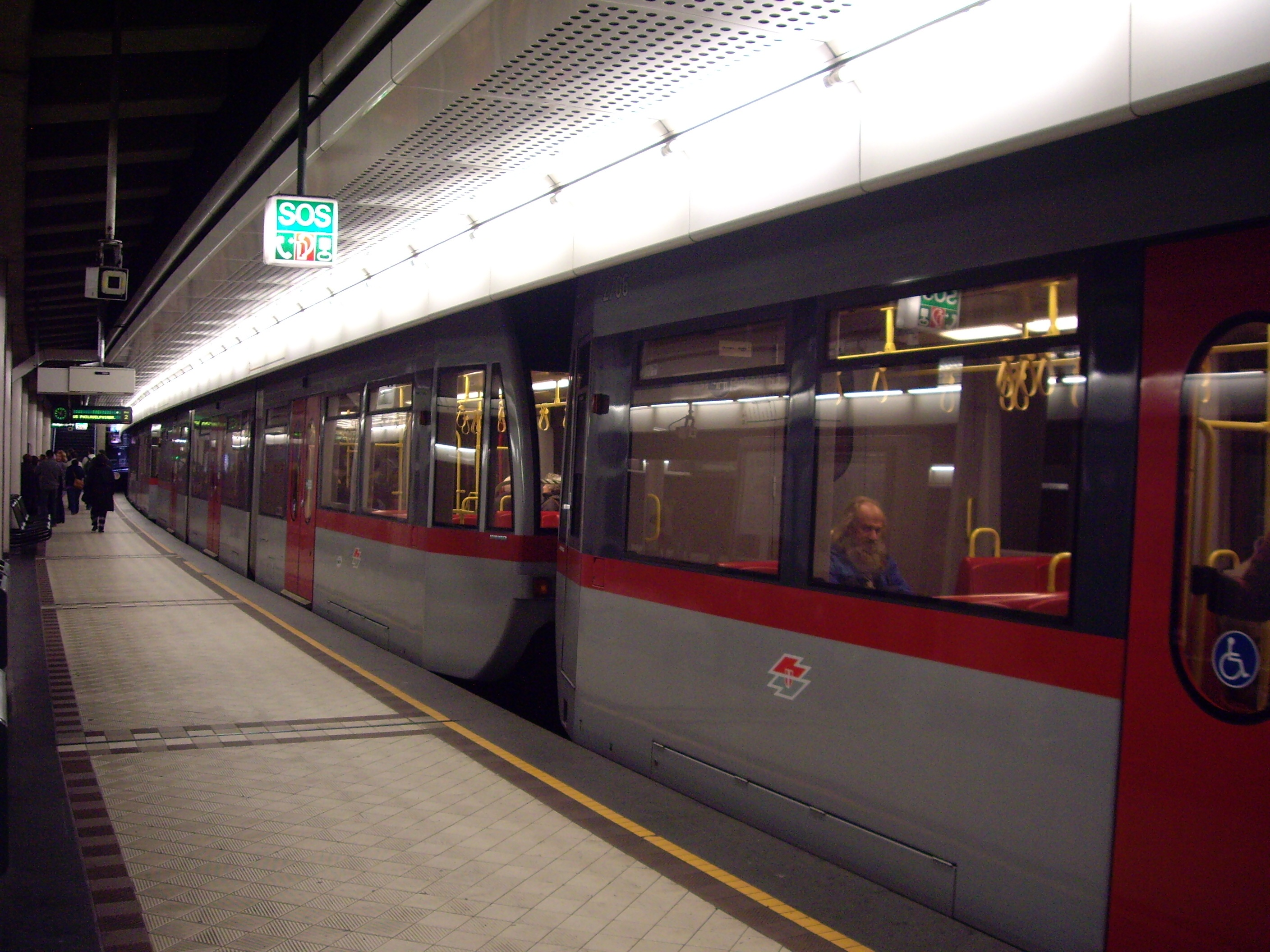
U6-Station Bahnhof Meidling der Wiener Linien
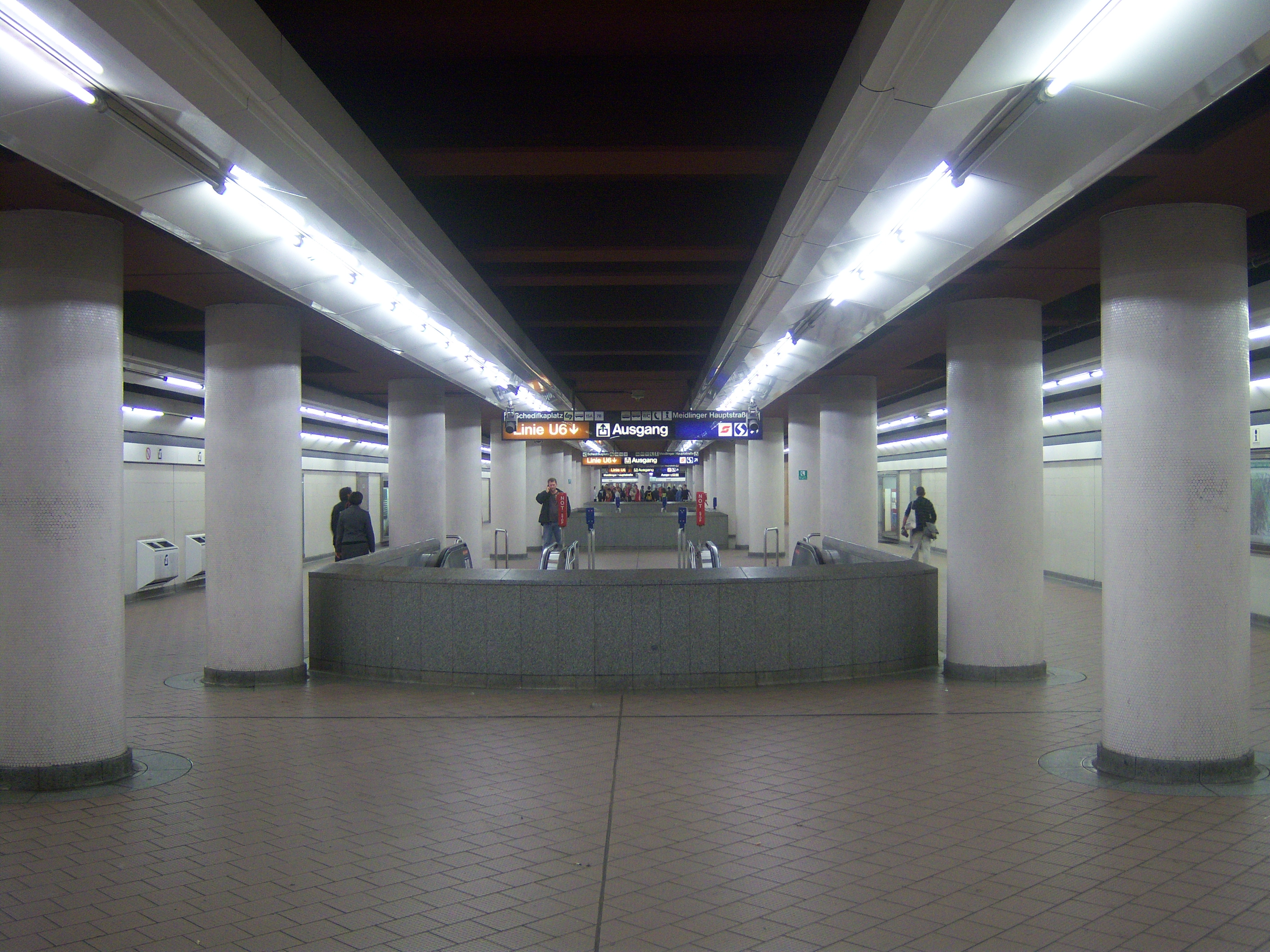
Passage zwischen der U6-Station (tiefer) und den ÖBB-Bahnsteigen (höher)
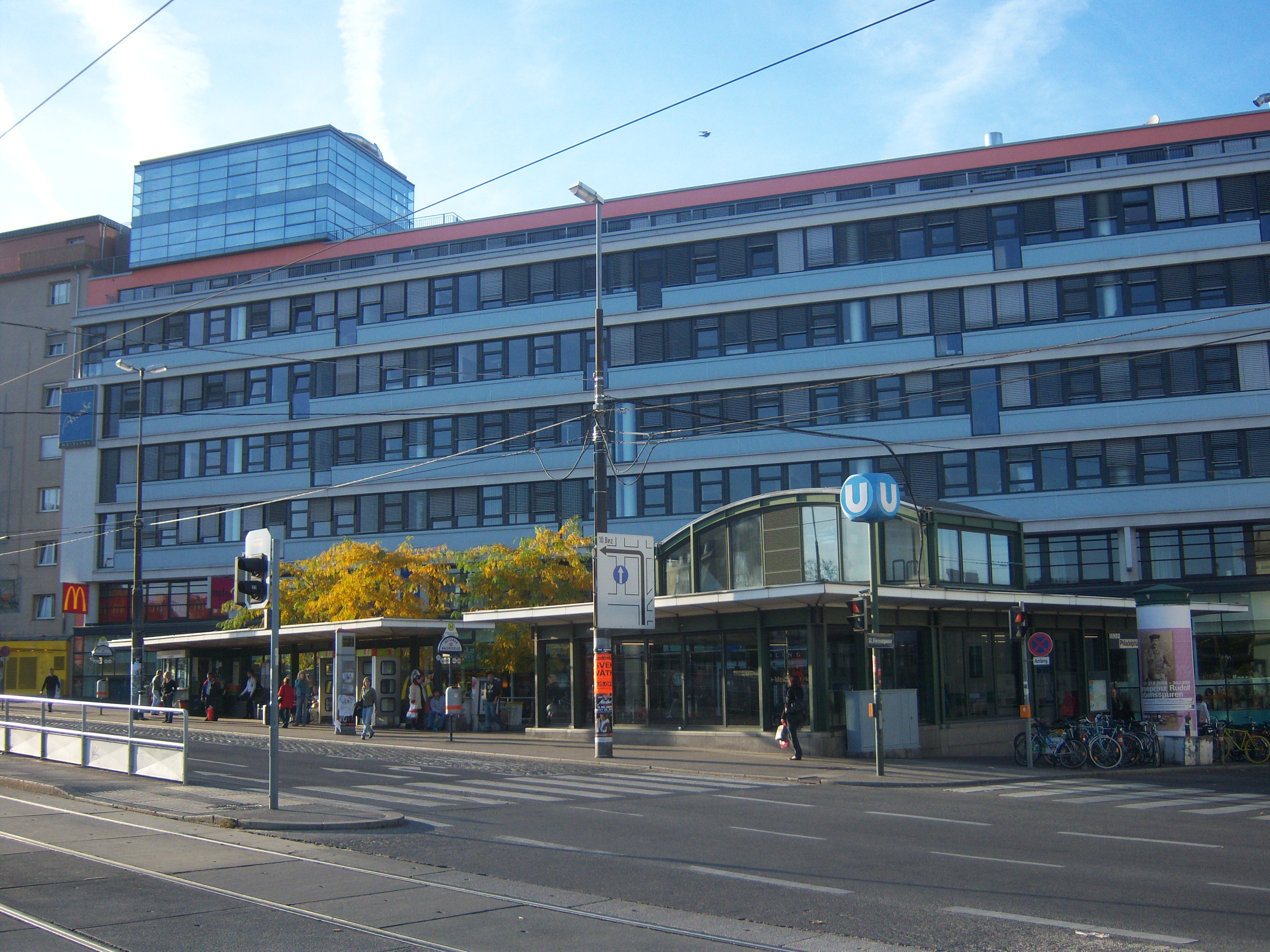
Abgang zum Passagegeschoß der Verkehrsstation; „Arcade Meidling“ im Hintergrund
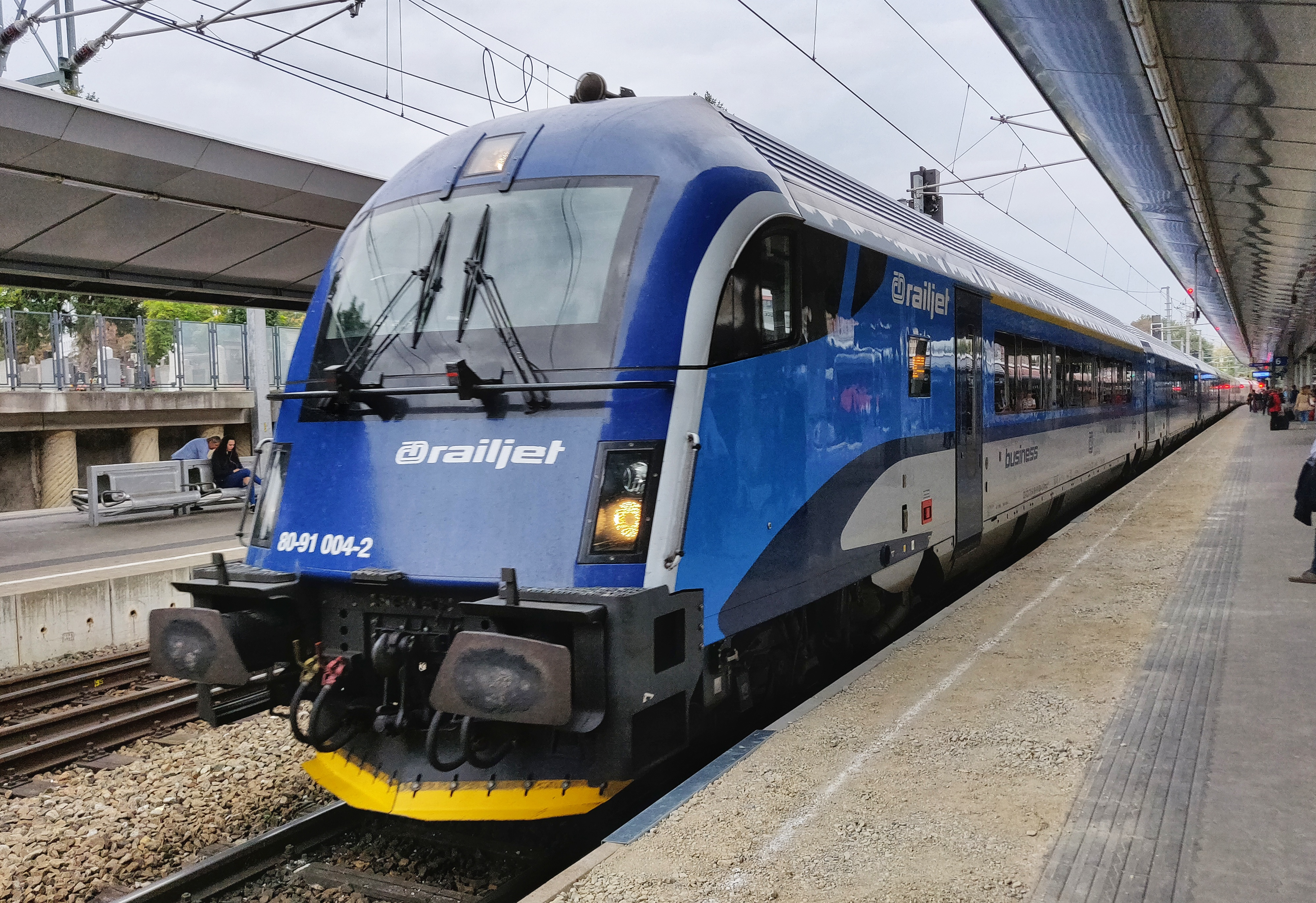
CD-Railjet im Bahnhof
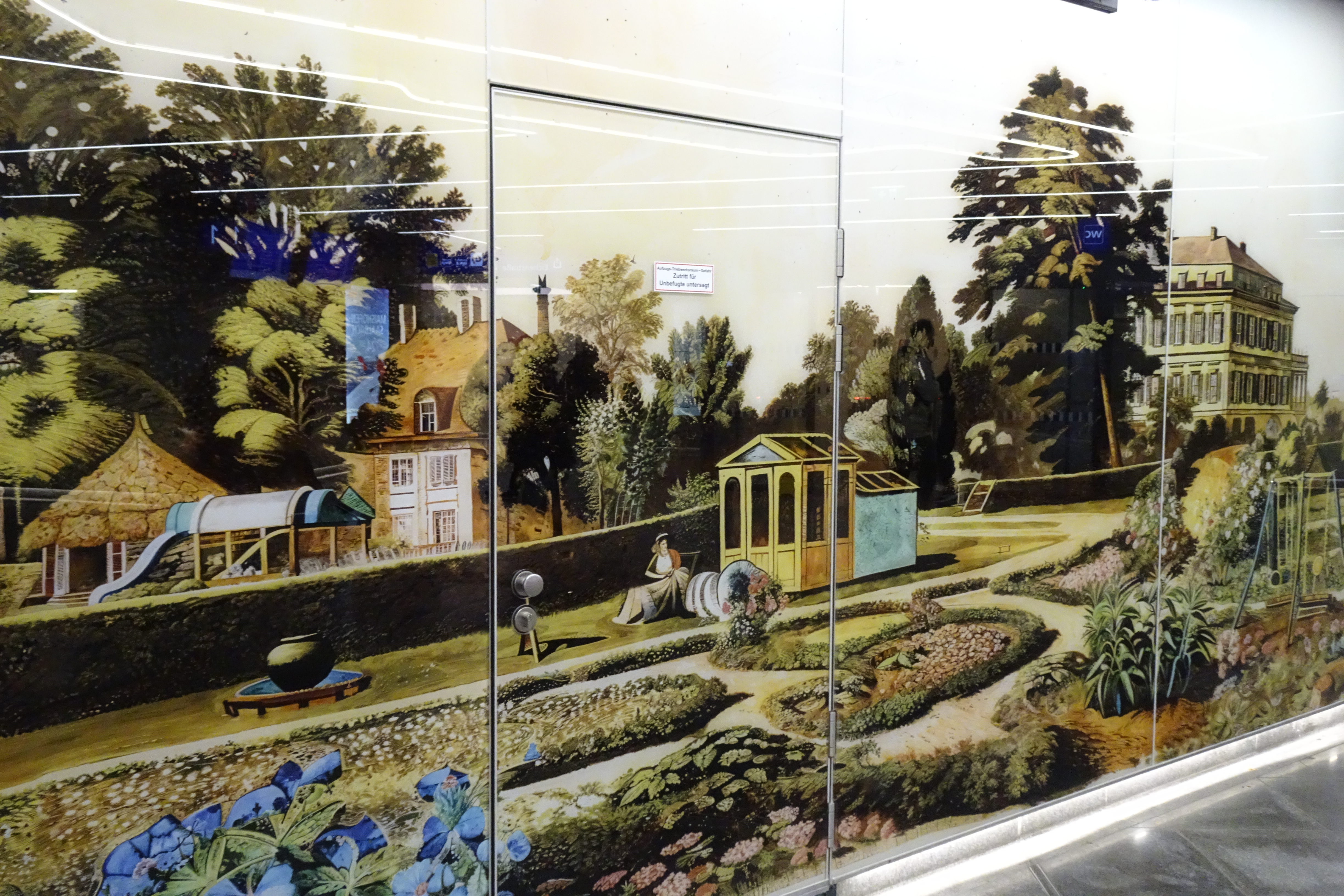
„Der verlorene Garten“

## Übersicht der Linien, die ab Wien-Meidling verkehren
| Linie                        | Verlauf |
| ---------------------------- | --- |
| Österreichische Bundesbahnen | - ICE-Züge nach Berlin Hbf, Frankfurt (Main) Hbf, Hamburg Hbf, Hamburg-Altona, Dortmund Hbf - Railjets nach München Hbf, Praha hl.n., Venezia Santa Lucia, Budapest-Keleti, Frankfurt (Main) Hbf, Zürich HB, Graz Hbf, Villach Hbf, Salzburg Hbf, Innsbruck Hbf, Bregenz, Saalfelden, Flughafen Wien, Lienz - EuroCitys nach Zagreb Gl.Kol., Ljubljana; saisonal auch nach Rijeka - InterCitys nach Stainach-Irdning, Lienz und Wörgl Hbf - Schnellzüge nach Wiener Neustadt Hbf, Graz Hbf, Villach Hbf, Mürzzuschlag, Linz Hbf, Lienz und Amstetten - Nightjets nach Hamburg-Altona/Düsseldorf Hbf, Venezia Santa Lucia/Zürich Hbf, Bregenz; Milano Centrale/Roma Termini, Livorno (saisonal) - EuroNights nach München Hbf/Zürich Hbf; Budapest-Keleti Hinweis: Die Verbindung zu Wien Hbf wird hier als innerstädtische Verbindung bei allen ÖBB-Verbindungen nicht angeführt, obwohl sie auch gegeben ist. |
| CJX9                         | Payerbach-Reichenau – Wiener Neustadt Hbf – Baden – Wien Meidling – Wien Hauptbahnhof – Wien Mitte – Wien Floridsdorf |
| R REX                        | Regional- und Regionalexpresszüge nach Payerbach-Reichenau, Břeclav, Znojmo, Retz, Wiener Neustadt Hbf, Wien Floridsdorf, Deutschkreutz, Bratislava-Petržalka, Laa an der Thaya, Bernhardsthal, Friedberg, Hausleiten, Rekawinkel, Hartberg, Fehring, Wulkaprodersdorf, Mürzzuschlag, Wien Westbahnhof |
| S1                           | Wien Meidling – Wien Matzleinsdorfer Platz – Wien Hauptbahnhof 1-2 – Wien Quartier Belvedere – Wien Rennweg – Wien Mitte – Wien Praterstern – Wien Traisengasse – Wien Handelskai – Wien Floridsdorf – Gänserndorf – Marchegg |
| S2                           | Mödling – Wien Meidling – Wien Matzleinsdorfer Platz – Wien Hauptbahnhof 1-2 – Wien Quartier Belvedere – Wien Rennweg – Wien Mitte – Wien Praterstern – Wien Traisengasse – Wien Handelskai – Wien Floridsdorf – Wolkersdorf – Mistelbach (– Laa an der Thaya) |
| S3                           | Wiener Neustadt Hbf – Baden – Wien Meidling – Wien Matzleinsdorfer Platz – Wien Hauptbahnhof 1-2 – Wien Quartier Belvedere – Wien Rennweg – Wien Mitte – Wien Praterstern – Wien Traisengasse – Wien Handelskai – Wien Floridsdorf – Stockerau – Hollabrunn |
| S4                           | Wiener Neustadt Hbf – Baden – Wien Meidling – Wien Matzleinsdorfer Platz – Wien Hauptbahnhof 1-2 – Wien Quartier Belvedere – Wien Rennweg – Wien Mitte – Wien Praterstern – Wien Traisengasse – Wien Handelskai – Wien Floridsdorf – Stockerau – Absdorf-Hippersdorf (– Tulln Stadt – Tullnerfeld) |
| S60                          | Wiener Neustadt Hbf – Ebenfurth – Wien Meidling – Wien Hauptbahnhof – Wien Grillgasse – Kledering – Himberg – Gramatneusiedl – Trautmannsdorf a.d. Leitha – Sarasdorf – Wilfleinsdorf – Bruck an der Leitha |
| S80                          | Wien Hütteldorf – Wien Speising – Wien Meidling – Wien Matzleindorfer Platz – Wien Hauptbahnhof – Wien Simmering – Wien Haidestraße – Wien Praterkai – Wien Stadlau – Wien Erzherzog-Karl-Straße – Wien Hirschstetten – Wien Aspern Nord |
|                              | Wien Oper – Matzleinsdorfer Platz – Oper - Matzleinsdorfer Platz - Bahnhof Wien Meidling – Inzersdorf Lokalbahn - Vösendorf-Siebenhirten – SCS – Wiener Neudorf – Guntramsdorf Lokalbahn – Traiskirchen Lokalbahn – Baden Viadukt (ÖBB) – Baden Josefsplatz |
| U6                           | Siebenhirten – Perfektastraße – Erlaaer Straße – Alterlaa – Am Schöpfwerk – Tscherttegasse – Bahnhof Meidling – Niederhofstraße – Längenfeldgasse – Gumpendorfer Straße – Westbahnhof – Burggasse-Stadthalle – Thaliastraße – Josefstädter Straße – Alser Straße – Michelbeuern-AKH – Währinger Straße-Volksoper – Nußdorfer Straße – Spittelau – Jägerstraße – Dresdner Straße – Handelskai – Neue Donau – Floridsdorf |
| 62                           | Oper, Karlsplatz – Matzleinsdorfer Platz – Bahnhof Wien Meidling – Hetzendorf – Hermesstraße – Lainz, Wolkersbergerstraße |
| 7A                           | Meidling, Hauptstraße – Bahnhof Meidling – Gesundheitszentrum Süd – Davidgasse/Knöllgasse – Reumannplatz |
| 7B                           | Wienerberg City – Bahnhof Meidling, Schedifkaplatz |
| 8A                           | Bahnhof Meidling, Eichenstraße – Bahnhof Meidling – Gaßmannstraße – Montecuccoliplatz – Küniglberg, ORF-Zentrum |
| 9A                           | Bahnhof Meidling – Schwenkgasse – Meidling Hauptstraße |
| 15A                          | Bahnhof Meidling, Schedifkaplatz – Gesundheitszentrum Süd – Altes Landgut – Grillgasse – Enkplatz, Grillgasse |
| 59A                          | Bahnhof Meidling – Arbeitergasse – Oper, Karlsplatz |
| 62A                          | Bahnhof Meidling, Eichenstraße – Bahnhof Meidling – Hetzendorf – Erlaaer Straße, Brunner Straße – Liesing |
| N64                          | Handelskai – Gürtel – Bahnhof Meidling – Alterlaa |